# Xenia Stad-de Jong

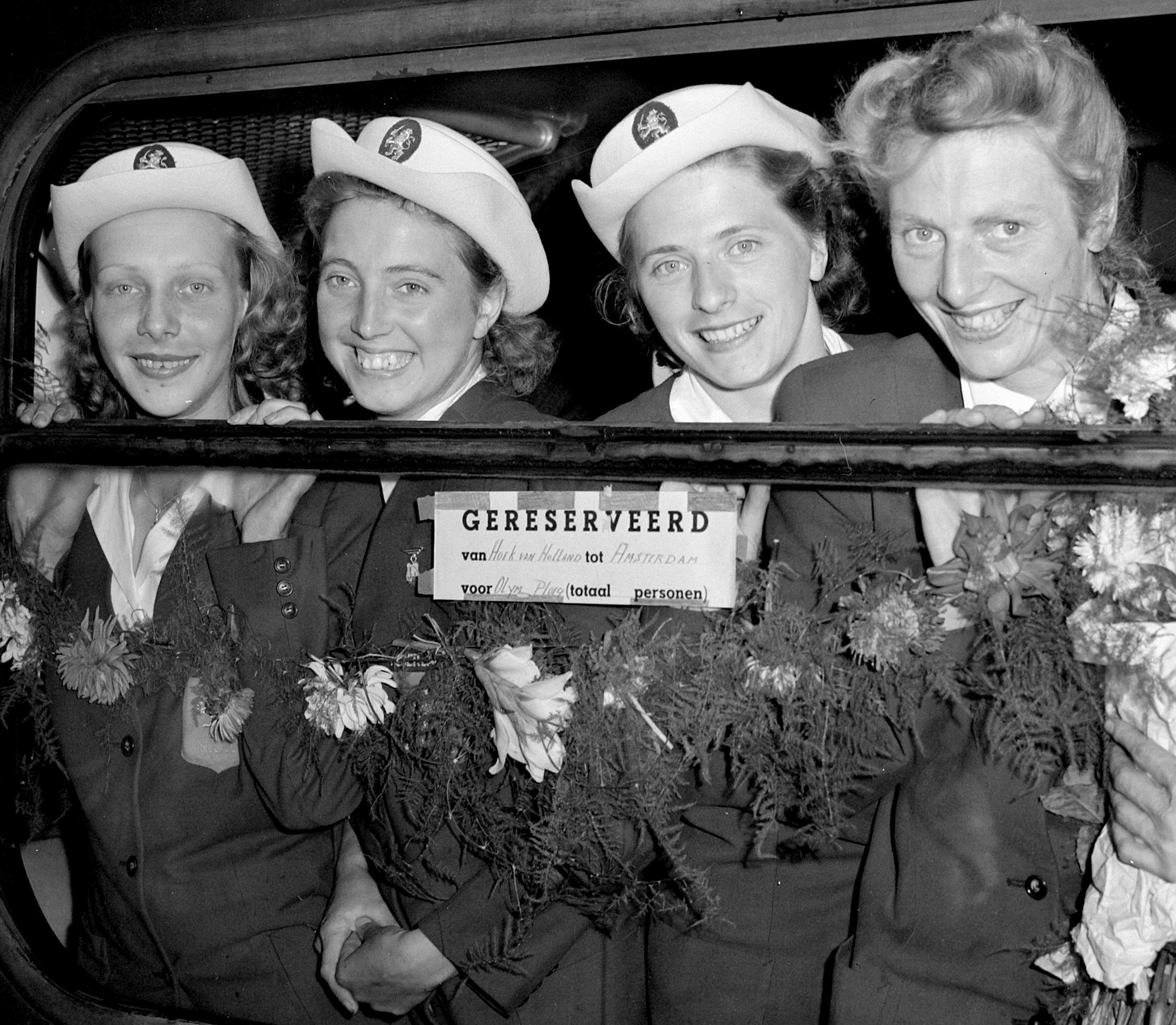
De Nederlandse 4 x 100 m ploeg, olympisch kampioen 1948 in Londen. Aankomst in Hoek van Holland. V.l.n.r. Xenia Stad-de Jong, Nettie Witziers-Timmer, Gerda van der Kade-Koudijs en Fanny Blankers-Koen.

Xenia Stad-de Jong (Semarang, 4 maart 1922 – Zoetermeer, 3 april 2012) was een Nederlandse atlete, die in de jaren direct na de Tweede Wereldoorlog furore maakte op de estafette. Zij nam eenmaal deel aan de Olympische Spelen en veroverde bij die gelegenheid een gouden medaille.

## Biografie

### Eerste atletiekervaringen
Toen Xenia de Jong als achttienjarig meisje naar Nederland kwam, had zij haar eerste atletiekervaringen al opgedaan. "Op de hbs hebben ze mij naar atletiek gestuurd. Nou, dat ben ik toen ook maar gaan doen." Al snel ontdekte zij hoe goed ze eigenlijk was en vanaf dat moment vond ze het ook leuk om te doen. Overigens deed De Jong daarnaast aan wedstrijdzwemmen.
Door het uitbreken van de Tweede Wereldoorlog kwam er in Nederland de eerste jaren van atletiek overigens weinig terecht. Bovendien ging De Jong een actieve rol in het verzet spelen. Pas in 1944 nam zij voor het eerst deel aan de Nederlandse kampioenschappen, waar zij vierde werd op de 100 m.

### Olympische selectie
Na de oorlog trouwde zij in 1946 met haar vriend Mike Stad, die eveneens actief was geweest in het verzet en vanwege zijn verzetsdaden zelfs door de Duitsers was gearresteerd. Stad had de verschrikkingen in de kampen Vught, Westerbork, Bergen-Belsen en Buchenwald overleefd. In 1947 kregen zij hun eerste kind, een dochter.
Toen in het najaar van 1947 de olympische selectie werd geformeerd en ook Xenia Stad-de Jong hiervoor werd uitgenodigd, waren de keuzeheren meer afgegaan op de bijzondere aanleg van de frêle sprintster dan op prestaties van enige importantie, want die waren er nauwelijks. Xenia Stad-de Jong, die vanwege haar kleine gestalte ook wel ‘klein duimpje’ werd genoemd, was echter van nature enorm explosief en werd daarom beschouwd als de ideale startloopster in estafetteteams.

### Olympisch goud
Hoezeer zij het in haar gestelde vertrouwen waarmaakte, bleek het jaar erna. Want hoewel zij pas eind mei 1948 tijdens olympische selectiewedstrijden in Den Haag haar officiële comeback had gemaakt, kweet zij zich enkele maanden later op de Olympische Spelen van Londen uitstekend van haar taak als startloopster van de Nederlandse 4 x 100 m estafetteploeg. Die ploeg bestond verder uit Nettie Witziers-Timmer, Gerda van der Kade-Koudijs en Fanny Blankers-Koen. Klaas Peereboom, ooggetuige, schrijft in zijn 'Olympisch Logboek 1948': "Xenia Stadt-de Jong bracht de Nederlandse ploeg direct snel en sterk weg van Oostenrijk en Groot-Brittannië, maar bleef vrijwel gelijk met Canada, Australië en Denemarken. De wissel met Nettie Wilziers-Timmer was vlot, ..."
Eerder had Stad-de Jong in Londen al deelgenomen aan de 100 m individueel, maar daarin werd zij in de halve finale uitgeschakeld.

### Bijna opnieuw goud
In 1949 kondigde zich opnieuw een kind aan, een zoon ditmaal. Atletiek was dus opnieuw niet aan de orde. In 1950 was Stad-de Jong echter als vanouds weer van de partij en al gauw sneller dan ooit tevoren. Dit resulteerde erin, dat zij in 1950 tijdens de Europese kampioenschappen in Brussel opnieuw lid was van de Nederlandse 4 x 100 m vrouwenestafetteploeg en weer leidde dit tot eremetaal. In de samenstelling Xenia Stad-de Jong, Puck Brouwer, Gré de Jongh en Fanny Blankers-Koen snelde de ploeg in 47,4 naar de zilveren medaille. De tijd was een evenaring van het nationale record dat twee jaar eerder was gevestigd. De Nederlandse ploeg had overigens zo’n geringe achterstand op de winnende ploeg, dat er een foto aan te pas moest komen om de juiste volgorde vast te stellen. Een tweede gouden medaille werd op een haar na gemist.
Wegens de verschrikkelijke ervaringen, in oorlogstijd opgedaan, had Stad-de Jong moeite met ceremoniële verplichtingen bij wedstrijden in Duitsland. Dat brak haar een keer bijna op. Zo weigerde zij in 1952 als deelneemster aan een interland met Duitsland in Oberhausen mee te defileren in de openingsceremonie. De KNAU dreigde haar met onmiddellijke ingang te zullen schorsen. Uiteindelijk mocht zij zonder officiële verplichtingen toch deelnemen, mits ze op eigen gelegenheid reisde. Stad-de Jong nam een bevriende privé-chauffeur in de arm, kwam naar Oberhausen en leverde haar aandeel op de 4 x 100 m estafette.

### Niet naar Helsinki
In 1952 maakte ze opnieuw deel uit van de olympische selectie, maar ze werd tot haar teleurstelling voor de Olympische Spelen van 1952 in Helsinki gepasseerd. Het pleegde een forse aanslag op haar motivatie, maar toch draaide ze nog enkele jaren volop mee, totdat midden jaren vijftig een gescheurde achillespees en de hierop volgende operatie haar startsnelheid zodanig hadden ingeperkt, dat de lol eraf raakte. Ze gaf zich over aan andere sporten, zoals basketbal, maar liet de atletieksport niet vallen. Tot ver in de jaren zestig was zij trainster bij enkele verenigingen en hield zij op uitnodiging op diverse scholen in haar omgeving praatjes over sport en training.
Stad-de Jong, later opnieuw gehuwd met Van Bijlevelt, werd op de 100 m nooit individueel nationaal kampioene. Daarvoor was in die periode de overheersing van Fanny Blankers-Koen te groot.

### Internationale kampioenschappen
| Onderdeel | Titel               | Jaar |
| --------- | ------------------- | ---- |
| 4 x 100 m | olympisch kampioene | 1948 |

## Persoonlijke records
| Onderdeel | Prestatie | Datum        | Plaats    |
| --------- | --------- | ------------ | --------- |
| 100 m     | 12,0 s *  | 23 juli 1950 | Rotterdam |
|           | 12,2 s    | 11 juli 1948 | Eindhoven |
| 200 m     | 25,7 s    | 1950         |           |

* Er was sprake van rugwind

## Onderscheidingen
- Unie-erekruis in goud van de KNAU - 1955

1928: Rosenfeld, Smith, Bell, Cook ·
1932: Carew, Furtsch, Rogers, Von Bremen ·
1936: Bland, Rogers, Robinson, Stephens ·
1948: Stad-de Jong, Witziers-Timmer, van der Kade-Koudijs, Blankers-Koen ·
1952: Faggs, Jones, Moreau, Hardy ·
1956: Strickland, Croker, Mellor, Cuthbert ·
1960: Hudson, Williams, Jones, Rudolph ·
1964: Ciepły, Kirszenstein, Górecka, Kłobukowska ·
1968: Ferrell, Bailes, Netter, Tyus ·
1972: Krause, Mickler-Becker, Richter, Rosendahl ·
1976: Oelsner, Stecher, Bodendorf, Eckert ·
1980: Müller, Wöckel, Auerswald, Göhr ·
1984: Brown, Bolden, Cheeseborough, Ashford ·
1988: Brown, Echols, Griffith-Joyner, Ashford ·
1992: Ashford, Jones, Guidry, Torrence ·
1996: Devers, Miller, Gaines, Torrence ·
2000: Fynes, Sturrup, Davis, Ferguson ·
2004: Lawrence, Simpson, Bailey, Campbell ·
2008: Borlée, Mariën, Ouédraogo, Gevaert ·
2012: Madison, Felix, Knight, Jeter ·
2016: Madison, Felix, Gardner, Bowie ·
2020: Williams, Thompson-Herah, Fraser-Pryce, Jackson ·
2024: Jefferson, Terry, Thomas, Richardson